# (961) Гунни
961 Гунни (англ. 961 Gunnie) — астероид главного пояса, открыт 10 октября 1921 года.
Перед присвоением имени носил название 1921 KM.

## Орбита
Орбита Гунни пролегает в центре пояса астероидов на дистанции 2,4—2,9 а. е.; период обращения составляет 4 года и 5 месяцев (1615 дней). Эксцентриситет орбиты составляет 0,009, а наклонение — 11 градусов по отношению к эклиптике. Дуга наблюдения астероида началась в июне 1951 года в южноафриканской обсерватории Йоханнесбурга; спустя 30 лет астероид был открыт официально в Гейдельбергской обсерватории

## Название
Астероид назван в честь Гунни Асплинд, дочери шведского астронома Брора Ансгара Асплинда (1890—1954). В честь него и его детей были также названы астероиды (958) Асплинда, (959) Арне и (960) Биргит. Эти названия упоминаются в работе Пола Хергета «Имена малых планет» (1955).

## Физические характеристики
По классификации SMASS, Гунни является астероидом класса X, а согласно Слоуновскому цифровому небесному обзору это углеродистый астероид класса C.

### Период вращения
В 2018 году чешские астрономы Йосеф Дурех и Йосеф Хануш опубликовали модель кривой блеска астероида, используя фотометрические данные с телескопа Gaia. Согласно ей, сидерический период астероида составляет 21,361±0,002 часа, и у него две оси вращения — на (37,0°; 24,0°) и (220,0°; 7,0°) в эклиптических координатах (λ; β).

### Диаметр и альбедо
По данным японского спутника Akari, миссии NASA NEOWISE и обсерватории IRAS, диаметр астероида составляет 31,49±0,55, 36,571±0,307 и 37,82±0,9 километров соответственно, а альбедо поверхности составляет 0,055±0,002, 0,036±0,004 и 0,0373±0,002 соответственно. Согласно другим замерам WISE, диаметр астероида лежит между 31,77±7,41 и 40,640±10,162 км. Ресурс Collaborative Asteroid Lightcurve Link вывел альбедо 0,0311 и диаметр 37,78 км, основываясь на абсолютной звёздной величине, равной 11,5.